# 李昭希
李 昭希（イ・ソヒ、英語: Lee So-hee、朝鮮語:  이소희、1994年1月14日 - ）は、大韓民国の女子バドミントン選手。

## 経歴
ジュニア時代から申昇瓚とペアを組み、ユース大会ではアジアジュニア選手権優勝や、世界ジュニア選手権2連覇の快挙も達成。
その後は2015年から2017年ごろまで張藝娜とペアを組み、中国オープンや全英オープンなどで優勝を果たし、世界ランクは2位まで到達。
その後は再び申昇瓚と2021年までペアを組み続け、ワールドツアーファイナルズで優勝し2020年の年間王者になるなどし、世界ランクは再び2位まで到達。
その後は6歳年下の白荷娜とペアを組み、インドネシア・オープンの2連覇や、BWFワールドツアーファイナルズ、全英オープン優勝などの快挙を成し遂げた。
2024年10月29日にキャリアハイの世界ランク1位を達成。